# Método de Akra–Bazzi
Em ciência da computação, o método de Akra–Bazzi, ou teorema Akra–Bazzi, é utilizado para analisar o comportamento assintótico de recorrências que aparecem na análise de algoritmos de divisão e conquista onde o sub-problemas têm substancialmente diferentes tamanhos. É uma generalização do teorema mestre para recorrências de divisão e conquista, que assume que os sub-problemas possuem o mesmo tamanho. O método recebe o nome dos matemáticos Mohamad Akra e Louay Bazzi.

## Formulação
O método de Akra–Bazzi aplica-se a fórmulas de recorrência da forma
{\displaystyle T(x)=g(x)+\sum _{i=1}^{k}a_{i}T(b_{i}x+h_{i}(x))\qquad {\text{para }}x\geq x_{0}.}
As condições para o uso são:
- foram fornecidos casos base suficientes
- {\displaystyle a_{i}} e {\displaystyle b_{i}} são constantes para todo {\displaystyle i}
- {\displaystyle a_{i}>0} para todo {\displaystyle i}
- {\displaystyle 0<b_{i}<1} para todo {\displaystyle i}
- {\displaystyle \left|g(x)\right|\in O(x^{c})}, onde {\displaystyle c}é uma constante e {\displaystyle O} denota a notação Grande-O.
- {\displaystyle \left|h_{i}(x)\right|\in O\left({\frac {x}{(\log x)^{2}}}\right)} para todo {\displaystyle i}
- {\displaystyle x_{0}} é uma constante

O comportamento assintótico de {\displaystyle T(x)} é encontrado determinando o valor de {\displaystyle p} no qual {\displaystyle \sum _{i=1}^{k}a_{i}b_{i}^{p}=1} e substituindo esse valor na equação
{\displaystyle T(x)\in \Theta \left(x^{p}\left(1+\int _{1}^{x}{\frac {g(u)}{u^{p+1}}}du\right)\right)}
Intuitivamente, {\displaystyle h_{i}(x)} representa uma pequena perturbação no índice de {\displaystyle T}. Observando que {\displaystyle \lfloor b_{i}x\rfloor =b_{i}x+(\lfloor b_{i}x\rfloor -b_{i}x)} e que o valor absoluto de {\displaystyle \lfloor b_{i}x\rfloor -b_{i}x} está sempre entre {\displaystyle 0} e {\displaystyle 1}, {\displaystyle h_{i}(x)} pode ser usado para ignorar a função piso no índice. Da mesma forma, também se pode ignorar a função de teto. Por exemplo, {\displaystyle T(n)=n+T\left({\frac {1}{2}}n\right)} e {\displaystyle T(n)=n+T\left(\left\lfloor {\frac {1}{2}}n\right\rfloor \right)}, conforme o teorema de Akra–Bazzi, têm o mesmo comportamento assintótico.

## Exemplo
Suponha que {\displaystyle T(n)} é definido como 1 para números inteiros {\displaystyle 0\leq n\leq 3} e {\displaystyle n^{2}+{\frac {7}{4}}T\left(\left\lfloor {\frac {1}{2}}n\right\rfloor \right)+T\left(\left\lceil {\frac {3}{4}}n\right\rceil \right)} para inteiros {\displaystyle n>3}. Na aplicação do método de Akra–Bazzi, o primeiro passo é encontrar o valor de {\displaystyle p} tal que {\displaystyle {\frac {7}{4}}\left({\frac {1}{2}}\right)^{p}+\left({\frac {3}{4}}\right)^{p}=1}. Nesse exemplo, {\displaystyle p=2}. Então, usando a fórmula, o comportamento assintótico pode ser determinado da seguinte forma:{\displaystyle }{\displaystyle }{\displaystyle }{\displaystyle }{\displaystyle }{\displaystyle }{\displaystyle }
{\displaystyle {\begin{aligned}T(x)&\in \Theta \left(x^{p}\left(1+\int _{1}^{x}{\frac {g(u)}{u^{p+1}}}\,du\right)\right)\\&=\Theta \left(x^{2}\left(1+\int _{1}^{x}{\frac {u^{2}}{u^{3}}}\,du\right)\right)\\&=\Theta (x^{2}(1+\ln x))\\&=\Theta (x^{2}\log x).\end{aligned}}}

## Significado
O método de Akra–Bazzi é mais útil do que a maioria de outras técnicas para a determinação do comportamento assintótico, pois cobre uma ampla variedade de casos. A sua principal aplicação é a aproximação do tempo de execução de muitos algoritmos de divisão e conquista. Por exemplo, no merge sort, o número de comparações necessárias, no pior caso, que é aproximadamente proporcional ao seu tempo de execução, é dado recursivamente como {\displaystyle T(1)=0} e
{\displaystyle T(n)=T\left(\left\lfloor {\frac {1}{2}}n\right\rfloor \right)+T\left(\left\lceil {\frac {1}{2}}n\right\rceil \right)+n-1}
para inteiros {\displaystyle n>0} e, portanto, pode ser calculado usando o método de Akra–Bazzi, onde obtém-se {\displaystyle \Theta (n\log n)}.